# Antoine Wolber
Antoine Wolber, né le 2 mai 1863 à Saint-Étienne (Loire) et mort le 29 mars 1927, est un industriel français, créateur de la marque de pneumatiques Wolber.
La manufacture a longtemps son siège à Vailly-sur-Aisne.